# Kovachevtsi (huyện)
Kovachevtsi là một huyện thuộc tỉnh Pernik, Bungaria. Dân số thời điểm năm 2001 là 2155 người.